# Stanley Fish
Stanley Eugene Fish (* 19. dubna 1938 Providence) je americký literární a právní teoretik. Je představitel postmodernismu a tzv. čtenářsky orientované literární teorie (odnože recepční estetiky), která svůj pohled přesouvá z literárního textu na jeho příjemce, neboť jen u něj lze dle tohoto směru nalézt význam textu. Je profesorem humanitních věd a práva na Florida International University v Miami. Nejznámějším autorovým konceptem jsou tzv. interpretační komunity. Fish tvrdí, že interpretace jakéhokoli textu je závislá na tom, jakých je čtenář člen interpretačních komunit, přičemž čtenář nikdy o své příslušnosti k interpretační komunitě neví, a nezná ani její hranice – proto ji nemůže ani opustit.